# Dear Lie
Dear Lie è un singolo del gruppo musicale femminile TLC, il terzo ed ultimo estratto dal loro terzo album FanMail.